# عبد الغفور محمد حاجيه
عبدالغفور حاجيه (بالإنجليزية: Abdulghaphor Hajjieh)‏ اقتصادي وسياسي من دولة الكويت. وهو عضو مجلس إدارة سابق للمنبر الديمقراطي الكويتي ورابطة الشباب الكويتي.
التحق حاجيه بثانوية خالد سعود الزيد، مدرسة حكومية في منطقة القرين، ودرس علم الاقتصاد في جامعة الكويت وجامعة كانساس، وانضم لاحقاً لمعهد الكويت للأبحاث العلمية كاقتصادي وجريدة الأنباء الكويتية ككاتب عامود شؤون اقتصادية. كما عمل سابقاً في صندوق النقد الدولي وشركة الصفاة للاستثمار وجريدة القبس الكويتية.
انضم حاجيه للمنبر الديمقراطي في عام 2008 من خلال نشاطه في المنظمة الطلابية اليسارية، قائمة الوسط الديمقراطي، والمنظمة الشبابية التابعة للمنبر، رابطة الشباب الكويتي، وتدرج بهم حتى أصبح أمين صندوق القائمة ونائب رئيس للرابطة. ويعتبر عبدالغفور من الجناح الإصلاحي في المنبر الديمقراطي، منادياً بالإصلاح السياسي والاقتصادي عبر خوض الانتخابات البرلمانية الكويتية والمشاركة في مجلس الوزراء الكويتي.

## النشأة والتعليم
ولد حاجيه في 15 مارس 1988 في منطقة السالمية، الإبن الثالث لمحمد حاجيه أسيري. ودرس في ثانوية خالد سعود الزيد بتخصص العلوم، وفي أثناء مرحلة الثانوية تطوع لقائمة الوسط الديمقراطي التي تخوض انتخابات مجلس الطلبة.

### جامعة الكويت
قُبل في جامعة الكويت حيث تخصص في علم الاقتصاد، في حين كان سبب اختياره لهذا التخصص لكونه مشابه إلى تخصص العلوم السياسية، إضافة إلى كونه يستمد العديد من مفاهيمه من تخصصات اجتماعية أخرى وطبيعته العلمية المجردة.
وفي الجامعة، انضم إلى اللجنة الاستشارية للطلبة المتفوقين، وهي منظمة طلابية مرموقة تمثل مصالح الطلاب المتفوقين وانتخب نائبًا للرئيس ولاحقاً رئيسًا لها. بصفته رئيسًا لتلك المنظمة، صوَّت على إعادة كتابة لوائحها الداخلية لتشمل المساعدة الأكاديمية المباشرة للطلاب من خلال التدريس الفردي والإرشاد ودفع لتطوير الهوية الإعلامية لها.
انضم كذلك إلى قائمة الوسط الديمقراطي، وهي منظمة طلابية يسارية تخوض انتخابات الهيئة الإدارية للاتحاد الوطني لطلبة الكويت - فرع الجامعة، وأصبح أمين صندوق القائمة. وخلال فترة توليه أمانة الصندوق، استعان بمجموعة من الأعضاء السابقين والمنظمات القريبة من توجه القائمة مثل المنبر الديمقراطي الكويتي والتحالف الوطني الديمقراطي ورابطة الشباب الكويتي للمساعدة على تمويلها.
علاوة على ذلك، مع مجموعة من زملاءه، أسس أول إذاعة إلكترونية بجامعة الكويت تذاع عبر ساوندكلاود ولاحقًا يوتيوب، وأطلق عليها إذاعة صوت الإدارية التي كان لها برنامجان، أحدهما يعلق على شؤون الطلبة والآخر يجري مقابلات مع ناشطين الطلاب حول اهتماماتهم. ومع ذلك، بعد شهر واحد أمرت إدارة الجامعة بإغلاقها بسبب شكاوى التحيز.
وخلال الفترة التي قضاها في جامعة الكويت، عمل كمحرر صحفي في جريدة القبس الكويتية وجريدة الطليعة الكويتية، وأُختير للتدريب في وزارة الخارجية الأمريكية، وتخرج مع مرتبة الشرف.

### جامعة كانساس
عبر بعثة دراسية من معهد الكويت للأبحاث العلمية، حاز عبدالغفور حاجيه على درجة الماجستير في الاقتصاد من جامعة كانساس، حيث عُيّن رئيساً لمنظمة طلبة الدراسات العليا في الاقتصاد، وانتخب عضواً في مجلس الطلبة من خلال برنامج انتخابي ارتكز على أهمية جعل اختبار سجل الدراسات العليا GRE اختيارياً للقبول في كافة برامج الدراسات العليا في جامعة كانساس، وتخرج بمرتبة الشرف.
وأثناء دراسته في الولايات المتحدة الأمريكية شارك في الحملة الانتخابية لقائمة الوحدة الطلابية، وهي منظمة طلابية ليبرالية تخوض انتخابات الاتحاد الوطني لطلبة الكويت فرع الولايات المتحدة الأمريكية، وعبر عن دعمه في جريدة الأنباء مشيراً إلى كونها منظمة تؤمن بالديمقراطية والحرية والمساواة والعدالة، كما أوضح أن أي طالب كويتي في الولايات المتحدة لا يقبل بالطائفية والقبلية لابد أن يدعمها. 

## الحياة المهنية
بدأ حاجيه حياته المهنية في صندوق النقد الدولي بعد تخرجه من جامعة الكويت كمساعد باحث ومنسق برامج في مكتبهم الأقليمي في دولة الكويت، مكتسباً خبرة واسعة حول كيفية حول كيفية عمل المنظمات الدولية والتواصل مع الحكومات الأجنبية، وتعلم اللغة الدبلوماسية والبروتوكول على أيدي مسؤولي الصندوق، متفاعلاً بشكل مستمر مع المسؤولين الاقتصاديين العرب عند تنظيم البرامج الاقتصادية لهم في مجال السياسة النقدية والسياسة المالية وسياسات دعم الطاقة والبرمجة المالية ومواضيع اقتصادية أخرى. كما شارك في تنظيم ندوة عامة تحدث فيها الصحفي الأمريكي توماس فريدمان، وعدة برامج اقتصادية مكثفة للبرلمانيين المنتخبين حديثًا في الشرق الأوسط.
تلى ذلك انتقاله للعمل في القطاع الخاص كمدير علاقات المستثمرين في شركة الصفاة للاستثمار، وهي مجموعة استثمارية كويتية متوسطة الحجم، قاد فيها عدة مشاريع إحداها حقق رقماً قياسيا في موسوعة غينيس وآخر أدى إلى إنشاء مساحة عمل مشترك في برج الصفاة، إضافة إلى التعاون مع بنك الطعام الكويتي لإطعام المحتاجين في شهر رمضان المبارك.
بعد تلك الفترة في القطاع الخاص، عين في إدارة الاقتصاد التقني بمعهد الكويت للأبحاث العلمية، حيث عمل على عدة أوراق للسياسات والبحوث الاقتصادية التجريبية حول التجارة والاستثمار والسياسة الاقتصادية، وكاتباً لعامود شؤون اقتصادية في جريدة الأنباء الكويتية.

## الحياة العامة
انضم عبدالغفور حاجيه إلى العديد من المنظمات ذات الميول اليساري في الكويت بالإضافة إلى جمعية الخريجين الكويتية والجمعية الاقتصادية الكويتية والجمعية الاقتصادية الأمريكية.

### المنبر الديمقراطي الكويتي
دعا علي حسين العوضي عبدالغفور للانضمام إلى المنبر الديمقراطي الكويتي بعد تمثيل رابطة الشباب الكويتي في مناسبات متعددة. وفي عام 2019، تم انتخابه كعضو للأمانة العامة للمنبر ثم أعيد اختياره للأمانة كأمين سر في عام 2020 حتى عام 2022. وكان من أبرز متطوعي الحملات الانتخابية للمنبر، حيث عمل في حملة محمد العبد الجادر عام 2008، وعبدالله النيباري عام 2009، والعبد الجادر مجدداً في عامي 2012 و2013.

### رابطة الشباب الكويتي
انضم حاجيه إلى رابطة الشباب الوطني الديمقراطي في عام 2007، والتي أصبحت فيما بعد رابطة الشباب الكويتي في عام 2010، وهي إحدى المؤسسات القريبة من المنبر الديمقراطي الكويتي. كما مثل الرابطة في التحالف المدني الكويتي في عام 2014، وساهم في إصدار وثيقة المراجعة الدورية الشاملة التي تمت مناقشتها في مجلس حقوق الإنسان التابع للأمم المتحدة.
أيضًا، في عام 2014 قاد حملة نجحت في الضغط على مكتب وزير الدولة لشؤون الشباب ووزارة الشؤون الاجتماعية لإصدار إطار تنظيمي يمنح المنظمات التطوعية الصفة الاعتبارية. وفي عام 2015، مُنحت الرابطة تلك الصفة بموجب القانون وانتخب أمينًا للصندوق للكيان الذي تم شكل حديثًا، وفي عام 2017، انتخب نائبًا لرئيس رابطة الشباب الكويتي إلا أنه استقال بعد فترة وجيزة لمتابعة النشاط السياسي في المنبر الديمقراطي الكويتي.

### المشروع الوطني للشباب
طلب أحد كبار المسؤولين الحكوميين منه في عام 2019 المشاركة في المشروع الوطني للشباب بالديوان الأميري، حيث شارك في مناقشات توجت بإصدار دليل سياسة الشباب.  كما شارك في مسابقة علم السلوك التي نظمها الديوان، وفاز بالمركز الأول. 